# Comuna Savînți, Trosteaneț
Savînți (în ucraineană Савинці) este o comună în raionul Trosteaneț, regiunea Vinnița, Ucraina, formată din satele Kîtaihorod și Savînți (reședința).

## Demografie
Componența lingvistică a satului Savînți
     Ucraineană (98,68%)
     Rusă (1,2%)
     Alte limbi (0,06%)
Conform recensământului din 2001, majoritatea populației satului Savînți era vorbitoare de ucraineană (98,68%), existând în minoritate și vorbitori de rusă (1,2%).